# Evagoras Pallikarides
Evagoras Pallikarides (in greco Ευαγόρας Παλληκαρίδης?; Tsada, 26 febbraio 1938 – Nicosia, 14 marzo 1957) è stato un guerrigliero e poeta cipriota di etnia greco cipriota. Fu membro dell'EOKA durante la campagna del 1955-1959 contro il dominio britannico a Cipro.

## Biografia
Pallikarides fu arrestato il 18 dicembre 1956 perché fu sorpreso con le sue pistole cariche su un asino. La polizia aveva riferito privatamente che aveva ucciso un uomo, considerato un collaboratore britannico da parte dell'EOKA, anche se non c'erano prove per questa affermazione di omicidio.

### Processo e impiccagione
Al suo processo Pallikarides non negò il possesso dell'arma. Disse di aver fatto ciò che doveva fare come un greco-cipriota che cercava la sua libertà. Fu condannato a morte per impiccagione per possesso di armi da fuoco il 27 febbraio 1957. Pallikarides fu impiccato il 14 marzo 1957, all'età di 19 anni. Un volantino di propaganda fu pubblicato dopo l'impiccagione con una descrizione inventata di come avesse ucciso un traditore.  La legittimità della sua esecuzione è stata successivamente messa in discussione alla luce del fatto che l'arma detenuta da Pallikarides in quel momento non era funzionante. A. W. B. Simpson nel suo libro "Human Rights and the End of Empire", sostiene che la vera ragione della sua esecuzione fu che le autorità credevano, ma non erano in grado di provare,  che avesse precedentemente ucciso un anziano sospettato di collaborare con le autorità britanniche.

## Influenza culturale
Nella Repubblica di Cipro Pallikarides è considerato un eroe nazionale. Fra l'altro egli è diventato il simbolo di due squadre di calcio di Pafo, il Pafos Football Club  e l'AEP Paphos.